# Aéroport international de Manille-Bulacan
L'aéroport international de Manille-Bulacan est un projet d'aéroport financé par la San Miguel Corporation qui vise la création d'un aéroport  desservant la région métropolitaine de Manille. Situé à 35 kilomètres du centre de Manille, il devra à terme remplacer l'aéroport international Ninoy-Aquino.

## Histoire

### Le projet
L'aéroport sera situé dans la municipalité de Bulacan située dans la province du même nom, à environ 35 kilomètres au nord de Manille. D'une superficie prévue de 2 500 hectares, il disposera de quatre pistes parallèles et devra avoir une capacité de 100 millions de passagers par an. Il est aussi prévu de construire une zone d’activité autour de l'aéroport.
Un partenariat est mis en place avec les groupes ADP Ingénierie, Meinhardt et Jacobs Engineering pour le design et la construction de la plateforme.

### Questions environnementales
La SMC déclare s'engager à suivre les recommandations de l'institut philippin de volcanologie et sismologie (Phivolcs) quant aux risques élevés d’inondations, le site choisi par la SMC (barangay Taliptip) étant une zone humide. La plantation de mangrove est aussi prévue dans le projet ainsi que l'aménagement des cours d'eau.
L'alimentation électrique de l'aéroport sera épaulée par une centrale solaire équipée de batteries d'une puissance de 200 MW.

### Processus de validation par le gouvernement
La National Economic and Development Authority (NEDA) a validé ce projet d'aéroport porté par la San Miguel Corporation le 26 avril 2018. Il est alors ouvert à d'autres sociétés sous la forme d'un Swiss Challenge, marché public qui veut qu'une autorité publique qui a reçu une offre non sollicitée pour un projet publie l'offre et invite des tiers à participer. La SMC est déclarée vainqueur le 31 juillet 2019 et annonce y consacrer un budget de 735 milliards de PHP (environ 15 milliards de $).
La Chambre des représentants accorde la concession pour la construction, le développement et la gestion de l'aéroport à la SMC le 7 septembre 2020 (décret No. 7507) et le Sénat donne lui aussi son accord le 12 octobre de la même année. Une zone économique spéciale nommée la Bulacan Airport City Special Economic Zone and Freeport est créée le 15 septembre 2020 (décret No. 7575).
Plusieurs associations ont cependant déposé des recours, notamment devant la Cour suprême, au motif que le projet de respecte pas les lois environnementales en vigueur.

### Construction
La construction doit commencer fin 2020 et doit permettre de générer environ 400 000 emplois. Un premier groupe de 369 familles affectées par la construction seront relogées et indemnisées grâce à une enveloppe totale de 100 millions de PHP (environ 2 millions de $). Ceux intéressés se sont aussi vu offrir des formations par la SMC dans l'optique d'être recrutés par cette dernière. Une opération de récupération des chiens errants est aussi menée avec l'aide de l'Animal Kingdom Foundation de Capas.
La première phase de travaux et de dragage, prévue pour le premier trimestre 2021, est confiée à la société néerlandaise Boskalis via sa filiale Boskalis Philippines Inc. Ces travaux sont affichent un taux d'avancement de 42% au 10 novembre 2022 et doivent se terminer en décembre 2024. La construction de l'aéroport à proprement parler pourra alors commencer avec l'objectif d'ouvrir en 2027.

## Accès
L'aéroport sera relié à la North Luzon Expressway (autoroute qui court entre Manille et Angeles City/Clark) ainsi qu'au boulevard R10 qui longe la baie de Manille et son port.  
Une branche du réseau ferré de la Philippine National Railways doit aussi être construite afin de le desservir.